# 処女懐胎

『受胎告知』フラ・アンジェリコ画

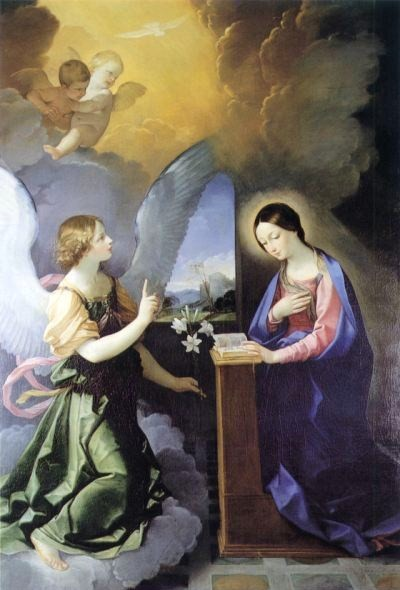
『受胎告知』グイド・レーニ画

処女懐胎（しょじょかいたい）、または処女受胎（しょじょじゅたい）とは、文字通りには処女のまま（つまり男女の交わり無しに）子を宿すことであるが、普通は、特に聖母マリアによるイエス・キリストの受胎というキリスト教における概念を指す。カトリックなどマリア崇敬をする教会において、処女懐胎の意義は、マリアがヨゼフとの交わりのないままイエスを身篭ったことにある。無原罪の御宿りとともに、マリアの無謬性（誤りのないこと）を強調する。
他の神話内の事例にも用いられることもある。

## マリアの懐胎
マリアの処女懐胎が記述されているのは、新約聖書の福音書中では、マタイによる福音書とルカによる福音書である。どちらも聖霊により身ごもったことが記述されている（マタイ伝 1章20節、ルカ伝 1章35節）。処女懐胎の記事は、両福音書が参考にしたマルコ福音書、また、マルコかルカの福音書を知っていたかもしれないヨハネが記した福音書には、言及はない。

マタイ福音書では、大天使のガブリエルの告げる言葉が、七十人訳聖書（ギリシア語訳の旧約聖書）のイザヤ書からそのまま引用されている。
イザヤ書の当箇所について、この『乙女 ('almah, עַלְמָה) 』は、本来は『若い娘』と訳すべきであり、『処女 ('betulah, בְּתוּלָה) 』という意味はないと学者の間で意見が一致している 。「マリアの処女懐胎はこの誤訳の産物だ」といった説があるが、真相は定かではない。
この預言はイザヤを通してアハズ王に与えられたものであり、イエス・キリストとは関係がない。一般的にはアハズの息子で善政を敷いたヒゼキヤ王の誕生を預言したものとされる。
イエスのダヴィデの子孫という系図はユダヤ人たちのために意図されたものである一方、処女懐胎の物語は異教神話の処女懐胎や神々により妊娠した女性たちの物語に親しんだギリシア・ローマ人の聴衆のために意図されたものと考えられる。
処女懐胎の物語は、イエス・キリストがその誕生から神の子（神性）であったということを明示する意図を持っている。しかし、マリアに関しては全く神聖視していない。マリアを普通の女とみなすのは、マルコやヨハネも同じである。後に、キリスト教が他の地中海世界に広がるに際して、処女信仰や太母神信仰と複雑に絡み合い、カトリックや東方教会ではマリアは聖母として崇敬の対象となり、処女懐胎は最も重要な教理の一つにまでなった（処女降誕参照）。
西欧語では、処女を意味する語が、（大文字にすると）そのまま聖母マリアを指すことが多い。西: La Virgen、仏: la Vierge、英: the Virginなど。

## 他の神話内の事例
- 旧約聖書には、高齢あるいは不妊の女が神の恩恵により子を宿す例がたびたび見られるが（創世記17:15,21:1-2,30:22-23,士師記13:2-5など）、処女懐胎の例は無い。また『マタイによる福音書』に引用される『イザヤ書』(7:14) は処女懐胎ではない。
- イスラム教のクルアーンでは、イエスの処女懐胎を認めている。これは、イスラム教成立時に中東に広まっていたキリスト教ネストリウス派の影響だと推測される。
- エジプト神話、ギリシャ神話、ローマ神話、日本神話の神々は、岩から生まれる、死体の部位から分かれて生まれる、太陽光を受けて生まれる、男神が子を産む等、その他交接に由らない奇抜な方法で子作りを行っている。
  - エジプト神話のホルスはオシリスとイシスの間の子であるが、女神イシスが処女で産んだとする神話もある。イシスがホルスに授乳する様子などが、聖母マリア信仰の元になったと推察する人もいる。
- アイヌの伝承に出る、はるか彼方の島メノコ・コタンの住民は全員女性で、東の風を受けて孕むという。
- 中国の伝承には、入浴して孕む、井戸を見て孕む、ある川の水を飲んで孕む、南風を受けて孕むというものがある。
- インド神話には、処女マイヤは夫で大工のスパスティカによらず、太陽神サビトリにより懐妊し、アグニ神を産んだ。下記の釈迦誕生譚に影響を与えたと見られる。
- 仏教の説話には摩耶夫人は六本の牙を持つ白い象が胎内に入る夢を見て釈迦を懐妊した、とされる。また右脇から釈迦が生まれたとする話がある（これはクシャトリア身分女性の出産表現である[要出典]という）。
- 聖徳太子の母、間人皇女は救世観音が胎内に入り、皇子を身籠もったとの伝説がある。厩の前で出産したとのことで、キリスト教の影響を想像する人[要出典][誰?]もいる。が、釈迦の誕生譚からの影響が大きい[要出典]、とする人もいる。釈迦の場合も摩耶夫人が旅行途中の花園で出産している。
- フィンランドの民族叙事詩『カレワラ』ではマリヤッタなる娘が処女懐胎し、生まれた子がワイナミョイネンを海の果てに追いやることになっており、これは明らかにキリストの伝承が流入したものと考えられている。